# Diospilus sichotaealinicus
Diospilus sichotaealinicus is een insect dat behoort tot de orde vliesvleugeligen (Hymenoptera) en de familie van de schildwespen (Braconidae). De wetenschappelijke naam van de soort werd voor het eerst geldig gepubliceerd in 1993 door Sergej Belokobylskij.